# Josip Broz - Tito
Josip Broz (srbsko Јосип Броз), (partizansko ime Tito ali sh. Тито), jugoslovanski maršal in politik hrvaško-slovenskega rodu, * 7. maj 1892, Kumrovec, Avstro-Ogrska (danes Hrvaška), † 4. maj 1980, Ljubljana, Jugoslavija (danes Slovenija).
Tito je bil jugoslovanski komunistični revolucionar in državnik, opravljal je različne službe in zasedal najvišje državno-politične položaje od leta 1943 do svoje smrti leta 1980. Med drugo svetovno vojno je bil vodja partizanov, odporniških vojaških enot, katerih pripadniki so se borili proti okupatorjem (1941–1945). Najbolj znana funkcija, ki je je opravljal od 14. januarja 1953 do svoje smrti 4. maja 1980, je bil položaj predsednika Socialistične federativne republike Jugoslavije (do 1963 še FLRJ).
Tito se je rodil hrvaškemu očetu in materi Slovenki v vasi Kumrovec v Avstro-Ogrski (danes na Hrvaškem). Velik del otroštva je preživel pri sorodnikih v Sloveniji, posebej pri babici in dedku, ki jih je imel zelo rad z njima je govoril slovensko. V prvi razred je šel v Kumrovec in je imel prvo leto šolanja precej težav zaradi slabega znanja hrvaščine. V drugem razredu je že bil odličen. Izučil se je za kovinostrugarja. Vpoklican v vojaško službo, se je odlikoval in postal najmlajši vodnik avstro-ogrske vojske tistega časa  . Potem ko so ga med prvo svetovno vojno cesarski Rusi hudo ranili in ujeli, so ga poslali v delovno taborišče na Uralu. Sodeloval je kot obrobni udeleženec pri nekaterih dogodkih ruske revolucije leta 1917 in poznejše državljanske vojne. Po vrnitvi na Balkan leta 1918 je Broz vstopil v novoustanovljeno Kraljevino Jugoslavijo, kjer se je pridružil Komunistični partiji Jugoslavije (KPJ). S strani Kominterne je bil konec 1930. let postavljen za generalnega sekretarja te, takrat ilegalne stranke, 1952 preimenovane v Zvezo komunistov Jugoslavije (od julija 1964 je bila njegova formalna funkcija imenovana predsednik CK ZKJ oz. od 1969 predsednik ZKJ, ki mu je bila 1974 dodeljena trajno, torej brez omejitve mandata ali dosmrtno). 
V povojnem obdobju je bil Tito vrhovni voditelj Socialistične federativne republike Jugoslavije (SFRJ), bil je predsednik vlade (1943/4/5–1963), predsednik republike (1953–1980; od 1974 dosmrtni) in maršal Jugoslavije, hkrati pa vrhovni poveljnik oboroženih sil oz. Jugoslovanske ljudske armade (JLA). Kljub temu, da je bila Jugoslavija članica Informbiroja/Kominforma, se je leta 1948 kot prvi izmed državnih oz. partijskih voditeljev uprl sovjetski hegemoniji in že v času vladavine Josifa Stalina, po razkolu začel z lastnim socialističnim programom svoje države, ki je kasneje delno vseboval elemente tržnega gospodarstva. Ekonomisti, ki so delovali v nekdanji Jugoslaviji, med njimi sta bila Jaroslav Vanek, rojen na Češkem in Branko Horvat, sooblikovali model tržnega socializma. Podjetja so bila v družbeni (državni) lasti, s teoretičnim vodstvom v njih zaposlenih delavcev in so temeljila na delavskem samoupravljanju, hkrati pa so delovala na skupnem jugoslovanskem trgu, nekatera pa tudi na odprtih in prostih trgih drugih držav in na mednarodnem trgu. Titu je še uspevalo v veliki meri (včasih tudi s silo) zatreti vsa trenja znotraj političnih povezav različnih jugoslovanskih narodov in narodnih skupnosti, kultur ter verstev, posebej tista med Srbi in Hrvati ter Srbi in Albanci na Kosovu. Jugoslovanska ustava iz leta 1974 je SFR Jugoslavijo opredelila kot "zvezno republiko enakopravnih narodov in narodnosti, ki se svobodno združuje po načelu bratstva in enotnosti pri doseganju posebnih in skupnih interesov." Vsaka republika naj bi dobila tudi pravico do samoodločbe in odcepitve, če se to opravi po zakonitih poteh. Nazadnje naj bi Tito Kosovu in Vojvodini, avtonomnima pokrajinama Srbije, znatno povečal avtonomijo, vključno z dejanskim vetom v srbskem parlamentu.  Tito je okoli sebe zgradil zelo močan kult osebnosti, ki ga je po njegovi smrti vzdrževalo vodstvo Zveze komunistov Jugoslavije. Dvanajst let po njegovi smrti, ko je v vzhodni Evropi padel komunizem, je Jugoslavija razpadla, večina novonastalih nacionalnih držav na njenem ozemlju pa se je po razpadu zapletla v medetnične spopade in v državljansko vojno.
Medtem, ko nekateri Tita kritizirajo kot krutega avtoritarnega diktatorja in ga zaradi njegovih zločinov iz tega obdobja primerjajo s Stalinovo brutalnostjo, pa nekateri Tita še danes vidijo zgolj kot dobrodušnega in karizmatičnega voditelja, ki je - naj bi skrbel predvsem za skupno dobro. Bil je priljubljena javna osebnost, tako v Jugoslaviji kot v tujini. Njegova notranja politika, ki je bila videti kot povezovalni simbol, je ohranjala mirno sožitje narodov jugoslovanske federacije. Mednarodno pozornost si je pridobil kot glavni vodja Gibanja neuvrščenih, skupaj z Jawaharlal Nehrujem iz Indije, Gamalom Abdelom Naserjem iz Egipta in Kwamejem Nkrumahom iz Gane. Z zelo ugodnim ugledom v tujini je v obeh nasprotnih političnih blokih, v obdobju hladne vojne, prejel približno 98 tujih odlikovanj, med njimi častno legijo in red kopeli..

## Zgodnje življenje
Josip Broz, ki je v času vodenja partizanske enote začel uporabljati ime Tito, se je rodil 7. maja 1892 v Kumrovcu v takratni Avstro-Ogrski. V različnih dokumentih so navedeni različni datumi rojstva, zato je v enem dokumentu iz časa, ko je služil v avstrijski vojski, kot datum rojstva naveden 25. maj 1892. Ta datum so med vojno začeli praznovati kot Titov rojstni dan, zato je Adolf Hitler na ta dan leta 1944 odredil desant na partizansko vodstvo v Drvarju. Po vojni se je še naprej praznovalo Titov rojstni dan in t.i. Dan mladosti.
Njegov oče je bil Hrvat Franjo Broz, mama pa Slovenka Marija Javeršek Broz. Prednike družine Broz v Zagorju je mogoče izslediti v prvi polovici 16. stoletja. Josip Broz je bil sedmi od petnajstih otrok. Štiriletno osnovno šolo je končal v Kumrovcu (1901–1905). Naslednji dve leti je delal kot kmečki delavec na stričevem posestvu v Podsredi.
V Sisak je prišel leta 1907 z namenom, da bi se izučil za natakarja, a se je kmalu odločil, da bo postal mehanik. V obdobju od leta 1907 do 1910 se je naučil ključavničarske obrti in obiskoval vajeniško šolo. Med letom 1910 so bili sindikati nezakonito ustanovljeni v Sisku, septembra pa je Josip Broz dokončal obrt in postal ključavničarski pomočnik. Odšel je v Zagreb, kjer je dva meseca delal v ključavničarski delavnici pri Haramini v Ilici. Vpisal se je v Zvezo kovinarjev in tako postal tudi član Socialdemokratske stranke Hrvaške in Slavonija. V iskanju službe se je odpravil v Ljubljano, Trst, nato pa spet v Zagreb, kjer je svojo obrt izpopolnjeval pri znamenitem mojstru Avgustu Knausu. Maja in junija 1911 se je udeležil stavke ključavničarskih delavcev, ki je trajala šest tednov. Nato se je zaposlil v tovarni kovinskih izdelkov v Kamniku, v Sloveniji. Tam je kot dober telovadec postal član družbe Sokol. Nato je delal v Čenkovu na Češkem, nato v Plzeňu v tovarni Škoda, kmalu pa je odpotoval v Nemčijo in občasno tam tudi delal.
Oktobra 1912 je prispel na Dunaj in nato odšel v Novo Mesto, kjer je izvedel, da tam živi njegov starejši brat Martin (rojen leta 1884). Broz se je nato zaposlil v tovarni avtomobilov Daimler, kjer je delal tudi njegov brat Martin, in baje postal voznik testnega avtomobila.

## Med prvo svetovno vojno
Septembra 1913 se je Broz prostovoljno vpisal v vojsko, najprej na Dunaj, nato pa na lastno željo v 25. domobranski polk v Zagrebu. Konec leta 1913 so ga poslali v podoficirsko šolo in postal je najmlajši vodnik v polku. Maja 1914 je v Budimpešti osvojil srebrno medaljo na prvenstvu avstro-ogrske vojske v mečevanju. Bil je tudi dober smučar.
Po izbruhu prve svetovne vojne, po Avstro-Ogrski napovedi vojne Srbiji, se je Broz od avgusta do decembra 1914 boril na srbskem bojišču. Januarja 1915 je bil njegov polk premeščen v Karpate, na bojišče proti Rusom. Zaradi pogumnega dejanja so ga predlagali za naslednjo stopnjo, ki jo kasneje ni mogel izvesti, ker je bil v ujetništvu. Ko je Tito leta 1967 obiskal Dunaj, so mu hoteli podariti odlikovanje, a je to zavrnil. Na veliko noč, 25. marca 1915, so ga hudo poškodovali ruski vojaki. Ujet je bil in je naslednjih 13 mesecev preživel v bolnišnici v Svijažsku, majhnem mestecu blizu Kazana. Zbolel je tudi za pljučnico in je komaj preživel. Študiral je ruščino in prebral številna dela ruskih klasikov, zlasti romane Tolstoja, Turgenjeva, Kuprina in drugih. Ko si je opomogel, so ga poslali na delo mehanika. Nato so ga poslali na prisilno delo v uralsko mesto Kungur, kjer so ga zaporniki izbrali za poveljnika taborišča.
Februarja 1917 so delavci vdrli v ječo in izpustili zapornike. Broz se je nato pridružil boljševiški skupini. Kmalu so ga spet aretirali, zato je pobegnil. V Sankt Peterburgu, 16. in 17. julija, je sodeloval v velikih demonstracijah proti začasni vladi, ki so jih organizirali boljševiki. Poskušal je pobegniti na Poljsko, a so ga ujeli in zaprli v trdnjavo Petra in Pavla. Spet so ga izgnali v Kungur, a je mu je uspelo pobegniti v Sibirijo. Kmalu se je pridružil Mednarodni rdeči gardi v Omsku, kjer je bil več mesecev, vendar brez boja. Julija 1918 je Omsk osvojila češka legija. Mednarodna brigada je bila razpuščena, Broz pa je pobegnil v stepo in se zaposlil kot mehanik v vasi pri Omsku, kjer je ostal več kot eno leto. Jeseni 1919 so komunisti ponovno osvojili Omsk in okolico. V začetku januarja 1920 se je Broz odpravil na težko pot domov, kamor je končno prispel septembra istega leta.

## Aktivnost v medvojnem obdobju
Po vojni se je Broz zaposlil v Zagrebu kot mehanik in se takoj vpisal v KPJ. Že 31. decembra 1920 je bila v Zagrebu organizirana splošna trajnost s komunisti, pri kateri je sodeloval tudi Broz. Vendar se je njihov odpor hitro zlomil. Avgusta 1921 so predstavniki vsem komunistom razveljavili mandati. Broz se je odločil, da bo še naprej delal na črno. V začetku leta 1921 se je Broz preselil v Veliki Trojstvo pri Bjelovarju, kjer je rad delal kot usnjar. Marca 1923 je Broz s skupino prijateljev iz Velike Trojice vzpostavil stik s komunistično organizacijo v Bjelovarju. V začetku leta 1924 je bil izvoljen za člana Okrajnega odbora v Križevcih.
Sredi leta 1925 se je Broz preselil v Kraljevico, kjer je bil zaposlen v ladjedelnici. Izvoljen je bil za sindikalnega komisarja, s katerim se je ukvarjal prihodnje leto. Poleti 1926 je Broz vodil stavko v ladjedelnici, a je bil zato 2. oktobra odpuščen. Odšel je v Beograd in se zaposlil v tovarni vagonov v Smederevski Palanki. Izvoljen je bil za delavskega komisarja, marca 1927 pa je bil odpuščen. Kmalu zatem se je vrnil v Zagreb in z odlokom Mestnega odbora KPJ postal sekretar Območnega odbora Zveze kovinarjev za Hrvaško - njegova prva strankarska funkcija. V Ogulinu je zaradi komunistične agitacije preživel mesec in pol. Broz se je kmalu vrnil v Zagreb in prevzel svojo sindikalno dolžnost ter dolžnost sekretarja Združenja delavcev usnja in predelave. Privržencev v znotraj strankarskih bojih je vse več, predvsem med delavci. Na konferenci Krajevnega odbora KPJ v Zagrebu 25. februarja 1928 je novo stranko vodil Broz kot generalni sekretar.
Po atentatu na Stjepana Radića in hrvaške poslance v državnem zboru 20. junija 1928 v Beogradu je KPJ prek samostojnih sindikatov z letakom, ki ga je podpisal Josip Broz, delavce in državljane pozvala k množičnim protestom in ob tej priložnosti deželni odbor KPJ za Hrvaško razglasil kmečko skupnost z delavci. Broz je bil prisiljen iti v ilegalo, vendar je ostal v Zagrebu in opravljal različna dela za stranko in sindikate. Aretirali so ga 4. avgusta 1928 pred njegovim stanovanjem, kjer je bilo najdenih več bomb, po katerem se je sojenje Brozu in njegovim sodelavcem, ki je potekalo od 6. do 14. novembra 1928, poimenovalo Bombaški proces. Broz je kazen prestajal v kaznilnicah v Lepoglavi in Mariboru, nato pa še 3,5 meseca v Ogulinu. V kaznilnici se je Broz zaposlil kot delovodja v elektrarni in se občasno na skrivaj sestal s komunisti iz Zagreba. Za njegovega pomočnika na sedežu je bil imenovan Moša Pijade, s katerim je organiziral partijsko celico. V začetku leta 1931 so zaradi strahu pred begom, Broza premestili v mariborsko kaznilnico. Po gladovni stavki so si politični zaporniki nekoliko olajšali organizacijo partijskega odbora in tedenska srečanja.
Medtem, ko je Broz preživljal svoj čas v ječi, je jugoslovanski kralj Aleksander I. Karađorđević 6. januarja 1929 izvedel državni udar in uvedel šestojanuarsko diktaturo. Pod udarcem režima je bila stranka skoraj uničena. Poleg tega je leta 1929 izbruhnila velika gospodarska kriza in bistveno poslabšale življenjske razmere, ki so jih izkoristili marksisti. V Evropi diktature na splošno postajajo vse močnejše.
Marca 1934 je bil Broz izpuščen iz zapora in bil premeščen v hišni pripor v Kumrovcu, a je kmalu odšel in začel živeti z lažnimi dokumenti in spremenjenim videzom - postal je "profesionalni revolucionar". Pri partijskem delu je začel uporabljati ime Tito. Kasneje bi bil zaradi dela v Kominterni znan kot Walter. Kmalu po izpustitvi iz zapora je bil izvoljen za člana Pokrajinskega odbora KPJ za Hrvaško. Stranka, ki je z dejanji režima v letih 1928-1932 bila skoraj uničena, je takrat začela okrevati. Centralni komite KPJ je od leta 1929 na Dunaju, kamor je Broz odšel julija 1934, in je bil kooptiran za člana Politbiroja CK KPJ. 25. decembra 1934 je Broz sodeloval na IV. partijski konferencj za vso Kraljevino Jugoslavijo. Čeprav je sodelovalo le 11 delegatov, je bil izvoljen nov osrednji odbor, Broz pa za člana Politbiroja. Januarja 1935 je odšel v Moskvo. Tam je postal član balkanskega sekretariata Kominterne (BLS) in uradnik za Jugoslavijo ter spoznal Edvarda Kardelja, ki bo njegov najbližji sodelavec do Kardeljeve smrti leta 1979.
Julija in avgusta 1935 je v Moskvi potekal sedmi kongres Kominterne, na katerem je bil Broz delegat. Konec leta 1936 se je vrnil v Kraljevino Jugoslavijo, kjer je prišlo do množičnih aretacij komunistov. Med redkimi, ki so ostali na prostosti, je bil Milovan Đilas, najprej eden od najbližjih Brozovih sodelavcev, nato pa eden najbolj znanih komunističnih disidentov na svetu. V Beogradu sta bila takrat izpuščena tudi Aleksandar Ranković in Ivo Lola Ribar, ki se bosta kmalu zbližala z Brozom. Hrvaška komunistična partija je bila ustanovljena pri Samoboru 1-2. Avgusta 1937.  V obdobju 1936-40 je Broz večkrat potoval v Moskvo, na Dunaj in v Pariz. Takrat je bil Josip Broz vedno bolj znan kot 'Tito', v krogih njegovih 15-20 let mlajših neposrednih sodelavcev pa so ga imenovali "Stari". Med letom 1937 je Broz večkrat potoval med Kraljevino Jugoslavijo in Parizom, kjer je delal na premestitvi prostovoljcev v Španijo.
Leta 1937 je bil generalni sekretar KPJ Milan Gorkić. Broz je prevzel odgovornost za KPJ, vendar sta bili leta 1938 proti njemu izvedeni dve preiskavi. Uspelo mu je upravičiti se in šele 5. januarja 1939 ga je Kominterna uradno imenovala za generalnega sekretarja (sekretarja) KPJ. Po vrnitvi v državo je Broz izvedel še močnejši boljševizem KPJ-ja, vztrajal je pri ideološki monolitnosti in vojaško-partijski poti, s obračunom z "revizionisti" okoli Miroslava Krleže. Odstranil je tudi vodstvo KPH, ker je na volitvah leta 1938 podprl listo HSS in Vlatka Mačka. Na 5. državni konferenci KPJ v Zagrebu oktobra 1940 je sestavil novo vodstvo KPJ in predstavil strategijo komunističnega delovanja, ki temelji na oboroženi vstaji kot načinu pridobivanja oblasti in sovjetski tip federacije kot model državno organizacijo.

## Med drugo svetovno vojno
Po nemški invaziji na Kraljevino Jugoslavijo aprila 1941 je Broz 10. aprila 1941 ustanovil Vojaški odbor za odpor sil osi. Na njegovo pobudo je Politbiro KPJ 4. julija 1941 v Beogradu sprejel odločitev o začetku oborožene vstaje. V drugi svetovni vojni je bil Broz nesporni vodja komunističnega partizanskega gibanja in glavni organizator strategije in taktike bojevanja partizanskega tipa ter političnih odločitev, ki so oblikovale prihodnjo Jugoslavijo na ruševinah uničenih zaveznikov osi in preprečile obnova monarhistične Karađorđevićeve Jugoslavije. 
S spretno politiko je Tito v svoje gibanje pritegnil del predstavnikov civilnih strank (s tem je ustvaril pročelje nadideološke narave svojega v bistvu komunistično-totalitarnega gibanja); pridobil je zaupanje Britancev in delno tudi Američanov, pa tudi spoštovanje do Sovjetske zveze (Titovi komunisti so Britancem lagali, da so pridobili njihovo podporo), ki so zavrnili pomoč četnikom in zlomili odpor begunske rojalistične vlade v Londonu, zaradi česar so neradi sodelovali (dejansko so se podredili) v Titovemu gibanju. Leta 1943 so bili na Teheranski konferenci Titovi partizani tako uradno priznani.
Jeseni 1944 je komunistično vodstvo sprejelo politično odločitev o izgonu etničnih Nemcev iz Jugoslavije. 21. novembra je bil izdan poseben odlok o odvzemu in nacionalizaciji etnične nemške lastnine. Za izvajanje sklepa je bilo na jugoslovanskem ozemlju ustanovljenih 70 taborišč. V povezavi z povojnimi poboji in njihovo opravičenostjo je še dandanes veliko razgrete polemike, ki razdvaja mnenja tako v Republiki Sloveniji kot tudi širom nekdanje SFRJ. Obtožbe o krivdi za poboje so kasneje nastale pri Titovem jugoslovanskem vodstvu, ki je izdalo ukaz za poboje. Po mnenju nekaterih avtorjev je takrat Josip Broz Tito večkrat pozival k predaji umikajoči se koloni, ponujal amnestijo in se poskušal izogniti neurejeni predaji. 14. maja naj bi vrhovnemu štabu Slovenske partizanske vojske poslal brzojav, s katerim je prepovedal usmrtitev vojnih ujetnikov in ukazal premestitev morebitnih osumljencev na vojaško sodišče. Po mnenju in pričevanju drugih, pa je Tito prepovedal sojenje ter ukazal takojšnje usmrtitve.

## Voditelj Socialistične federativne republike Jugoslavije
Josip Broz Tito je iz druge svetovne vojne prišel kot priznan državnik, vodja v antifašistični vojni. Po vojni so Tito in njegovi sodelavci leta 1945 ustanovili novo Jugoslavijo ter na oblasti ukinili demokratično volilno pravico in uvedli socialistični režim. Po vojni je Broz Tito opravljal ključne državne in politične funkcije: predsednik začasne vlade Demokratične federativne Jugoslavije, vrhovni poveljnik jugoslovanske vojske in obrambni minister, generalni sekretar KPJ. 
V prvih letih Titovega vladanja so bili značilni doktrinarna togost, radikalizem in odstranjevanje ostankov civilne družbe, kar je menil za oviro pri uresničevanju popolne avtokracije. Kljub svoji krutosti do civilistov in nasprotnikov, je Tito s svojim samozavestnim nastopom in osebnimi političnimi projekti (podporo grškim komunističnim partizanom, pobudo za ustanovitev »balkanske federacije« Jugoslavije in Bolgarije, z možnim pristopom Albanije in Grčije), predvsem pa vztrajanjem pri jugoslovanski državi neodvisnost - ki jo je Stalin nameraval, tako kot države Vzhodne Evrope, v katere je postavil komunistične poslušalce, spremeniti v običajno sovjetsko provinco - to je izzvalo ogorčenje in jezo vladarja Kremlja - ostal priljubljena javna osebnost v novoustanovljeni Jugoslaviji.

V začetku leta 1948 je bila objavljena Resolucija informacijskega urada (naslednika vojne raztrgane Kominterne), v kateri so v slovarju, znanem iz moskovskih procesov in množičnih čistk tridesetih let dvajsetega stoletja, Tito in njegovo najbližje vodstvo bili razglašeni za tolpo demonskih zarotnikov, vohunov in ideoloških heretikov. Tito je v tistih trenutkih spora z Josifom Stalinom pokazal zavidljiv pogum (še posebej, če je znano, da v času spora ni mogel računati na podporo Zahoda in ZDA) in odločnost, ki si ni dovolil vpletati v ideološke spore in vztrajati o državni neodvisnosti kot načelu odnosov med suverenimi državami. Vendar pa je njegov spor z Stalinom spremljalo množično preganjanje resničnih in namišljenih oboževalcev Stalina pa tudi politični spopadi, katerih cilj je bil zatiranje neodvisnosti republik, zlasti na Golem Otoku, kjer je Tito skupaj s svojimi sodelavci ustanovil zaporniška taborišča za usmrtitev ljudi, ki so hvalili Stalina. Stalin je zadevo spora z Titom vzel zelo resno, zato je začel pošiljati v Jugoslavijo ljudi z nalogo ubiti Tita, vendar noben atentat ni uspel. V eni korespondenci med njima je Tito odkrito zapisal: 
Nehaj pošiljati ljudi, da me ubijejo. Pet smo jih že ujeli, enega z bombo in drugega s puško. Če ne boš nehal pošiljati morilcev, bom enega poslal v Moskvo in drugega mi ne bo treba. 
Junija 1950 je imel Tito govor v parlamentu, kjer je uvedel delavske samouprave, uveden blagovni trg, razpustitev kmečkih delovnih zadrug ter decentralizacijo, povečanje pristojnosti republik, zmanjšanje represije, demokratizacija družbenega in političnega življenja. Januarja 1953 je bil izvoljen za predsednika republike. V tem obdobju je Jugoslavija začela prejemati vojaško in ekonomsko pomoč zahoda, kar je spodbudilo režim, da nadaljuje svojo vlogo ovire za nadaljnjo širitev sovjetskega vpliva. Leta 1953 je Tito po Stalinovi smrti in mlačni sovjetski liberalizaciji pod vodstvom Nikite Hruščova izboljšal odnose z Sovjetsko zvezo.

### Kršitve človekovih pravic
Dominic McGoldrick je zapisal, da je imel Tito kot vodja "zelo centraliziranega in zatiralskega" režima ogromno moč v Jugoslaviji, s svojo totalitarno vladavino, ki jo je upravljala dodelana birokracija, ki je rutinsko zatirala človekove pravice. Glavne žrtve Titovega režima so bili v prvih letih znani in domnevni stalinisti, kot sta Dragoslav Mihailović in Dragoljub Mićunović, v naslednjih letih pa so bili aretirani celo nekateri najvidnejši med Titovimi sodelavci. 19. novembra 1956 je bil zaradi kritik Titovega režima aretiran in zaprt črnogorski politik in pesnik Milovan Đilas, morda najbližji od Titovih sodelavcev, ki je bil splošno veljaven za njegovega možnega naslednika. Zgodovinar in avtor Victor Sebestyen je zapisal, da je bil Tito enako krut kot Stalin. Represija ni izključila intelektualcev in pisateljev, kot je Venko Markovski, ki je bil januarja 1956 aretiran in poslan v koncentracijsko taborišče zaradi pisanja pesmi, ki so veljale za antititoistične. Čeprav je Jugoslavija je uspela ostati neodvisna od Sovjetske zveze in njena blagovna znamka socializma je bila v marsičem zavisti Vzhodni Evropi, je Titova Jugoslavija ostala strogo nadzorovana policijska država. Po besedah publicista Davida Matasa je imela Jugoslavija v državi več političnih zapornikov kot vsa preostala vzhodna Evropa skupaj. Titova tajna policija UDBA je nastala po vzoru sovjetske tajne policije KGB. Njeni člani so bili vedno prisotni in so pogosto delovali zunajsodno, z žrtvami, vključno z intelektualci srednjega razreda, liberalci in demokrati. Skupno je Titov režim ubil več kot 500.000 ljudi, večinoma sodelavcev, protikomunistov, rivalskih gverilcev, ustašev, kritikov, vernikov, meščanov, bogatih državljanov ter še veliko drugih ljudi.
Čeprav je Titova Jugoslavija je temeljila na spoštovanju narodnosti, je Tito neusmiljeno čistil vsak razcvet nacionalizma, ki je ogrožal jugoslovansko federacijo. Vendar je bil kontrast med spoštovanjem nekaterih etničnih skupin in hudim zatiranjem drugih oster. Jugoslovanska zakonodaja je državljankam zagotavljala uporabo svojega jezika, vendar je bilo za etnične Albance uveljavljanje etnične identitete močno omejeno. Skoraj polovica političnih zapornikov v Jugoslaviji je bila etničnih Albancev, ki so bili zaprti zaradi uveljavljanja svoje etnične identitete.

### Zunanja politika
Najpomembnejša prelomnica je prišla v zunanji politiki: Tito je zaradi potovanj in vezi z voditelji na novo osvobojenih držav, kot sta Indija in Egipt, postal eden od ustanoviteljev in najvplivnejši državnik gibanja neuvrščenih - skupine, ki ni izbirala strani med Vzhodnim in Zahodnim blokom med hladno vojno. Idejo mednarodne politike, imenovane aktivno mirno sobivanje, se razvija že od leta 1954.
Prva konferenca neuvrščenih voditeljev držav in vlad je bila v Beogradu leta 1961, Tito pa je sodeloval kot najpomembnejši oblikovalec globalne politike gibanja neuvrščenih (ki je vključevala veliko število azijskih, afriških in latinskoameriških držav) na vseh naslednjih konferencah. S politiko miru in mednarodnega sodelovanja je pridobil svetovni ugled in postal ena ključnih osebnosti v svetovni politiki.
Mednarodno pozornost si je pridobil kot glavni vodja Gibanja neuvrščenih, skupaj z Jawaharlal Nehrujem iz Indije, Gamalom Abdelom Naserjem iz Egipta in Kwamejem Nkrumahom iz Gane.

### Poznejša leta vladanja
Leta 1970 in 1971 v času spopada s hrvaško pomladjo (1971) in »liberalci« v Srbiji (1972), je bil Tito še vedno močan in luciden. V kasnejših letih je zaradi biološke nujnosti vse manj obvladoval dogodke. Na sodišču okoli njega se je vnela bitka za dedovanje. V sedemdesetih letih je Tito opravil več dodatnih obiskov, med drugim je leta 1977 obiskal Severno Korejo in se srečal s takratnim voditeljem Kim Il-Sungom, potem, ko je Kim že tri leta prej obiskal Jugoslavijo.
Dara Janeković, ki je leta 1972, 1973 in 1976 z Titom opravila tri pomembne intervjuje, navaja, da je imel Tito v sedemdesetih letih vse manj vpliva na dogodke. Ljudje okoli njega so ga izolirali, ni več prejemal zanesljivih informacij niti ni mogel učinkovito upravljati. Navaja, da je bil leta 1972 še vedno optimističen, potem pa je - v času, ko je imel več kot 80 let - vedno bolj odstopil, zato ji je spomladi 1977 rekel: »Če vse poveš o razmerah v naši družbi, v državi in v Zvezi komunistov, potem sem svoje življenje preživel za nič. Rekel je tudi, da se boji, da bo najprej kaj izbruhnilo na Kosovu in na Hrvaškem.
Titov vnuk Josip Joška Broz (rojen leta 1947) v televizijskem intervjuju leta 2019 trdil, da mu je Josip Broz povedal, da nasprotuje ustavi SFRJ iz leta 1974, vendar se ne želi upreti željam svojih sodelavcev Edvarda Kardelja in Steva Krajačića, pripravil to ustavo. 
Miroslav Krleža je konec leta 1978 izrazil zaskrbljenost, ki so jo takrat čutili številni: "Dokler je Tito živ, tuje vojske ne bodo stopile na naša tla, pozneje pa bo vse odvisno od nas samih, od tistih, ki ostanejo ali ki prevzamejo oblast." „Zdelo se je, da gre avto navzdol. In to za dolgo časa. Tito je star, a vseeno nekako ohranja vse skupaj z močjo svoje osebnosti. In kaj se bo zgodilo, ko zapre oči? Kam, dragi moji! Možno je, da se bodo v tem balkanskem plemenskem viharju spet razplamtele vse strasti in da bodo znova izzvale medsebojne prepire, ker se v bistvu v zadnjih dvesto letih tukaj ni nič spremenilo."
Leta 1979 je v Havani potekala konferenca neuvrščenih, na kateri je sodeloval Tito in bil priznan kot glavni protagonist gibanja neuvrščenih.
Proti koncu leta 1979 je Tito okoli sebe v svoji rezidenci v Karađorđevu zbral člane jugoslovanskega vojaškega in političnega vodstva. Tito je sestanek nenadoma zaključil, potem ko ga je takratni predsednik Zveznega izvršnega sveta (vlade SFRJ) Veselin Đuranović zaprosil za odobritev nadaljnjega zadolževanja države pri Mednarodnem denarnem skladu, kar je Đuranović pričal leta 2011 v časopisnem intervjuju z Brankom Mamulo, takratnim načelnikom Generalštaba JNA.
Istega leta je Tito opravil svoja zadnja potovanja ter s tem obiskoval Kuvajt, Irak, Sirijo, Jordanijo, Sovjetsko zvezo, Alžirijo, Libijo, Malto, Kubo in Romunijo. Na novoletni dan 1. januarja 1980 je Tito opravil svoj zadnji javni zbor, ko se je udeležil novoletnega kosila in pri tem voščil srečno novo leto ter željo bo dobrih poteh do novih zmag v novem letu 1980.

### Smrt in pogreb
Tito je imel sladkorno bolezen za katero javnost ni smela vedeti. Močno je kadil cigare in pil alkohol. Njegovo zdravje se je vse bolj poslabšalo leta 1979, ko je decembra tega leta utrpel embolijo leve noge in se je res opazilo, da je bolan. Po novoletnem kosilu 1980 je postalo očitno, da ima Tito težave pri hoji zato je bilo dogovorjeno, da se začne takojšnje zdravljenje. 3. januarja in spet 11. januarja 1980 je bil Tito sprejet v klinični center v Ljubljani, kjer je bilo ugotovljeno, da ima zamašene žile na levi nogi. Iz ZDA in Sovjetske zveze so pripeljali najbolj izkušene zdravnike in kirurge, da bi pomagali pri zdravljenju Tita. Prvo operacijo so izvedli 12. januarja zvečer, a se je izkazalo, da je bila neuspešna, saj so ugotovili, da se je na nogi zaradi močne poškodbe arterij razvila gangrena. Zaradi tega so morali 20. januarja Titu amputirati njegovo levo nogo. Tito se je nato močno upiral operaciji. Njegov adjutant je kasneje pričal, da je Tito grozil, da se bo ubil, če mu bodo kdaj koli amputirali nogo, in da je dejansko skril Titovo pištolo v strahu, da bo ta uresničil svoje grožnje. Po zasebnem pogovoru s sinovoma Žarkom in Mišom pa je Tito končno pristal na amputacijo noge. Po posegu se je Titovo zdravje za kratek čas izboljšalo, zato je februarja znova začel opravljati svoje predsedniške naloge. Konec meseca pa se je njegovo zdravje znova poslabšalo, saj se je okužba, ki jo je povzročila gangrena, razširila. Aprila je utrpel možgansko kap, en teden pozneje pa je padel v komo in zdravniki so ga komaj ohranjali pri življenju. 4. maja 1980 je Josip Broz Tito ob 15:05 umrl, v starosti 87 let. Njegovo smrt so mediji razglasili tri ure pozneje.
Titov pogreb je bil 8. maja 1980 v Beogradu, njegovega pogreba pa se je udeležilo veliko število delegacij iz 129 držav z vsega sveta. Na pogrebu so bili prisotni štirje kralji, 31 predsednikov držav, šest knezov, 22 predsednikov vlad in 47 ministrov za zunanje zadeve, s tem pa njegov pogreb velja za enega največjih pogrebov v zgodovini. 8. maja je bil Tito ob 15:00 uri po njegovi želji pokopan v Mavzoleju oz. Hiši cvetja v Beogradu. Po Titovi smrti je politični vrh v Jugoslaviji zagovarjal usmeritev »tudi po Titu - Tito«. Ta izpraznjen poskus ohranitve sistema je pomenil nadaljevanje zastoja, ki se je pričel z zadušitvijo liberalnih in nacionalnih gibanj v začetku 70. let, in končno razpad Jugoslavije.

## Zasebno življenje
Tito je imel v svojem življenju več zvez. Ko je bil leta 1918 kot vojni ujetnik pripeljan v Rusijo, je tam spoznal takrat štirinajstletno Pelagijo Belousovo; z njo se je poročil leto kasneje, ona pa se je po vojni z njim preselila v Jugoslavijo. Imela sta pet otrok, preživel pa je le sin Žarko Leon (rojen 4. februarja 1924). Ko je bil Tito leta 1928 aretiran in zaprt, je Pelagija odšla v Sovjetsko zvezo. Leta 1936 sta se dokončno ločila. Njegova druga žena je bila Slovenka Herta Haas, s katero se je poročil leta 1940. Tito je po nemški invaziji na Jugoslavijo odšel v Beograd, Haasova pa je ostala noseča. Maja 1941 jima je rodila sina Aleksandra "Miša" Broza. Tito je ves čas svojega razmerja s Haasovo živel promiskuitetno in imel vzporedno razmerje z Davorjanko Paunović, ki je pod kodnim imenom "Zdenka" služila kot kurirka v odporu in kasneje postala njegova osebna tajnica. Haas in Tito sta se nenadoma ločila leta 1943 med drugim sestankom Avnoja. Zadnjič je Haas Tita videla leta 1946. Davorjanka je nato istega leta umrla zaradi tuberkuloze in Tito je vztrajal, da jo pokopljejo na dvorišču Belega dvora, njegove beograjske rezidence. Titova tretja in najbolj znana žena je bila Jovanka Broz. Tito je ravno dopolnil 60 let, medtem ko je imela ona 27 let, ko sta se aprila 1952 poročila s šefom državne varnosti Aleksandrom Rankovićem kot voditeljem poroke. Do njune končne poroke je prišlo nekoliko nepričakovano, saj jo je Tito dejansko zavrnil nekaj let prej, ko jo je prvotno pripeljal njegov zaupnik Ivan Krajačić. Takrat je bila stara okrog 25 let in Tito je nasprotoval njeni energični osebnosti. Jovanka, ki se ne bi zlahka odpovedala gospodovalnosti, je nadaljevala delo na Belem Dvoru, kjer je vodila kadre in na koncu dobila še eno priložnost. Vendar njun odnos ni bil srečen. Šlo je skozi številne, pogosto javne vzpone in padce z deli nezvestobe in celo obtožbami o pripravah na državni udar s strani slednjega para. Nekatera neuradna poročila kažejo, da sta se Tito in Jovanka v poznih sedemdesetih letih, tik pred njegovo smrtjo, celo uradno ločila. Vendar je bila med Titovim pogrebom uradno prisotna kot njegova žena, kasneje pa je zahtevala pravice do dediščine. Skupaj nista imela nobenih otrok.
Med Titovimi vnuki so tudi Saša Broz, gledališka režiserka na Hrvaškem; Svetlana Broz, kardiologinja in pisateljica v Bosni in Hercegovini, in Josip Broz – Joška, Edvard Broz in Natali Klasevski, obrtnik iz Bosne in Hercegovine.

## Odlikovanja in priznanja
Glavni članek: seznam Titu podeljenih odlikovanj in priznanj.
Tito je prejel mnogo priznanj in odlikovanj, med najvidnejša sodijo:
| Priznanje ali odlikovanje | Država                                          | Datum prejema                                | Opombe                                                                                  | Ref.   |
| ------------------------- | ----------------------------------------------- | -------------------------------------------- | --------------------------------------------------------------------------------------- | ------ |
| Red Narodnega heroja      | Socialistična federativna republika Jugoslavija | 6. november 1954, 15. maj 1972, 16. maj 1977 | edina oseba, ki je priznanje prejela trikrat                                            | [ 18 ] |
| Red Leopolda (Belgija)    | Belgija                                         | 6. oktober 1970                              | najvišje vojaško priznanje kraljevine Belgije.                                          | [ 18 ] |
| Red slona                 | Danska                                          | 29. oktober 1974                             | najvišje priznanje kraljevine Danske.                                                   | [ 19 ] |
| Médaille militaire        | Francija                                        | 5. maj 1956                                  | prejemniki tudi Winston Churchill, Franklin Delano Roosevelt, in Dwight Eisenhower.     | [ 20 ] |
| Red zmage                 | Sovjetska zveza                                 | 9. september 1945                            | najvišje vojaško priznanje Sovjetske zveze eden izmed 5 tujcev, ki so priznanje prejeli | [ 21 ] |